# Димитрий Триклиний
Димитрий Триклиний (греч. Δημήτριος Τρικλίνης; 1280, Фессалоники — 1340, Фессалоники) — средневековый византийский ученый, филолог, писатель, имел собственную мастерскую для переписи манускриптов. Являлся близким учеником таких авторов, как Фома Магистр и Максим Плануд. Выступал за унию с католической церковью, был настроен за тесные контакты с латинянам, высоко ценил античную культуру. В своей мастерской занимался переписыванием и копированием античных источников, при этом подвергая их критическому анализу.